# Выгодский, Гавриил Ефимович
Гавриил Ефимович Выгодский (в дореволюционных документах Габриэль Эхелевич Выгодский; 1863, Бобруйск — 26 марта 1939, Ленинград) — русский и советский офтальмолог, глазной хирург, учёный-медик.

## Биография
Из многодетной любавической хасидской семьи, отец — Эхель Менделевич Выгодский (1829—?) — занимался снабжением русской армии экипировкой в Вильно, мать — Рона Лейбовна Выгодская (1832—?). Брат — видный виленский врач и общественный деятель, министр по еврейским делам и депутат польского сейма Яков Ефимович Выгодский (отец писательницы Александры Бруштейн, дед балетмейстера Надежды Надеждиной). В 1880 году окончил курс Виленской 2-й гимназии.
После окончания медицинского факультета Дерптского университета в 1888 году работал в Городской глазной лечебнице в Санкт-Петербурге. Диссертацию по теме «О результатах иридэктомии при первичной глаукоме и их стойкости» защитил в 1902 году (тогда же опубликована отдельной книгой). В 1890—1900 годах был ассистентом кафедры глазных болезней Императорского клинического института Великой княгини Елены Павловны, ученик профессора Г. А. Донберга (1852—1900), после смерти которого исполнял обязанности заведующего кафедрой. С 1902 года занимался частной практикой и частной преподавательской деятельностью в институте, с 1914 года — на кафедре офтальмологии Императорской военно-медицинской академии (с 1921 года приват-доцент). Статский советник.
С 1926 года и до конца жизни вновь заведующий кафедрой офтальмологии Ленинградского института усовершенствования врачей, профессор. Организовал преподавание офтальмологии на базе Ольгинской больницы на Тверской улице (1927) и первый курс физиотерапии глаза; с 1930 года преподавание велось на базе Городской глазной больницы № 7 на Моховой улице.
Основные научные труды в области семиотики и хирургического лечения глаукомы, трахомы, злокачественных новообразований слёзных желёз, внедрил операцию вылущивания слёзного мешка.

## Монографии
- Symblepharon posterius et xerophthalmus e pemphigo conjunctivae. СПб: Типография Министерства путей сообщения, 1894.
- О результатах иридэктомии при первичной глаукоме и их стойкости. СПб: Типолитография Ц. Крайз и К, 1902.
- О результатах иридэктомии при первичной глаукоме и их стойкости (доклад д-ра Г. Выгодского). Киев: Типолитография товарищества И. Н. Кушниров и К, 1903.

## Семья
- Жена — Раиса Соломоновна Выгодская[7] (в девичестве Потруховская[8], 1881[9] — 1973)[10][11], певица, в 1930-х годах преподаватель иностранных языков в Ленинградской консерватории, Военно-морском училище имени М. В. Фрунзе и на Специальных курсах усовершенствования командного состава Военно-морских сил РККА[9]. Семья проживала на Университетской набережной, № 21; ей также принадлежал дом по улице Марата, № 64 (бывший особняк Е. М. Скворцова, выстроенный в 1873 году).
  - Дочь — Ирина Гавриловна Подзорова (18.12.1909—02.12.1999); её муж — военный врач Николай Александрович Подзоров (1897—1947), заместитель директора Ленинградского стоматологического института (1939), профессор, полковник медицинской службы.
  - Сын — Александр Гаврилович Выгодский (1915 — октябрь 1941, пропал без вести)[7], историк и литературовед, составитель сборника «Карл Маркс об искусстве» (в 2-х тт., 1941, несколько переизданий)[12].
- Брат — Лазарь Эхелевич (Ефимович[13]) Выгодский (1868—?), врач-оторинолагинголог в Императорском клиническом институте Великой княгини Елены Павловны, позже в Харькове.
- Племянница — Евгения Максимовна Колпакчи, филолог-японист.